# Goodbye Lullaby
Goodbye Lullaby —en español: Adiós Canción de Cuna— es el cuarto álbum de estudio de la cantautora canadiense Avril Lavigne. Fue lanzado a la venta el 8 de marzo de 2011 por RCA Records. Ha vendido 1.3 millones de copias a nivel mundial desde su lanzamiento. Teniendo gran éxito principalmente en Asia. El primer sencillo, «What the Hell», estuvo a la venta el 11 de enero; el segundo sencillo es «Smile». El tercer sencillo del álbum es «Wish You Were Here». Goodbye Lullaby tuvo un bajo rendimiento debido a la nula promoción de la compañía discográfica RCA, que sólo daba prioridad a las canciones pop del álbum, y ha sido blanco de múltiples críticas, principalmente por el contenido de sus letras, ya que claramente van dedicadas al fracaso del matrimonio con el líder de la banda Sum 41, Deryck Whibley.
El disco en general, y dicho por la misma artista, habla de la vida y de cómo pasamos por situaciones difíciles, y salimos de ellas airosos; cuenta con 14 canciones, (incluyendo la versión extendida de la canción perteneciente a la banda sonora de la película de Tim Burton Alicia en el país de las maravillas, llamada «Alice») en su versión estándar, y 19 canciones en su versión deluxe (Contando con versiones acústicas de tres de las canciones del disco, así como una versión de «Bad Reputation» de Joan Jett y un remix de «What the Hell») así como un DVD extra con el making of del álbum. Lavigne se reunió con nuevos productores, para darle entonces un sentido algo más comercial al álbum, tales como Max Martin y Shellback. Avril también trabajó con sus viejos productores como Butch Walker y su amigo Evan Taubenfeld así como también su exesposo Deryck Whibley.
También en este disco es donde la cantante, aparte de usar sus capacidades vocales, y de escritura, se estrenó como productora, y hacedora absoluta de dos de las canciones del álbum («Goodbye» y «4 Real»), calificándolo ella misma como un verdadero desafío, ya que nunca había hecho canciones ella sola, en su totalidad.
Goodbye Lullaby supone el regreso de la cantante a su sonido antiguo, relacionado con sus dos primeros álbumes, teniendo quizá, uno de los mejores discos de Lavigne, en cuanto a escritura, técnica vocal, e instrumental. El álbum estuvo retrasado numerosas veces debido a que, la compañía discográfica estaba en total desacuerdo con el nuevo estilo musical de la cantante, que según sus propias palabras: «Ha sido el álbum más difícil de crear y sacar al mercado, por lo representativo y significativo que es para mi, y por la presión de la disquera a hacer canciones más comerciales». Luego de 4 años sin sacar un disco, y con innumerables sesiones con distintos productores, para principios de 2010, el álbum tenía ya el núcleo más que preparado, y para el 1 de enero de 2011 se lanza el primer sencillo «What the Hell» y el álbum el 8 de marzo del mismo año. «Smile» y «Wish You Were Here» fueron los sencillos posteriores a «What the Hell» lanzados en mayo y septiembre del respectivo año. Avril emprendió The Black Star Tour en mayo para la promoción del álbum, empezando dicha gira por Asia, para luego volver a Sudamérica (Ya que no lo hacía desde Bonez Tour), luego por Europa y finalmente por su nativa Canadá.
 Está por debajo de sus anteriores álbumes (con 2 millones de copias) como Let Go (el más vendido con más de 24 millones de copias), Under My Skin y The Best Damn Thing.
Las fechas del tour para Japón fueron pospuestas para el año 2012 debido al terremoto ocurrido en dicha nación a mediados de año, aunque aun así la cantante ha visitado el país varias veces dando pequeños shows en festivales, y apareciendo repetidas veces en programas de radio, y televisión japoneses.

## Antecedentes y desarrollo
Lavigne empezó con las grabaciones para el álbum en noviembre de 2008 en su estudio casero, con Black Star. Para promocionar su primera fragancia, Lavigne necesitaba un tema corto que se usaría en los anuncios de televisión. La canción «Black Star» fue compuesta en un hotel de Malasia, durante la gira The Best Damn Tour. El verso fue posteriormente expandido a una canción completa, la cual Rolling Stone describió como «una canción de cuna etérea que se torna épica con tintineantes pianos y una creciente orquesta al estilo Coldplay».
Además de trabajar con Deryck Whibley en la mayoría de las canciones, Lavigne también produjo dos canciones por su cuenta y trabajó con Max Martin y Shellback. "Lo que realmente fue genial de trabajar con Max fue que volé a Suecia por un par de semanas, me senté, le toqué mi disco, me conocí, escribí algunas canciones juntas y luego salí", dijo a MTV Noticias. "Fue un nuevo espacio creativo, una nueva relación, y hemos hecho mucho, es muy talentoso". En noviembre de 2010, el productor británico Alex da Kid, que trabajó con Lavigne a partir de agosto de 2010, afirmó que algunas canciones del álbum tendrán un sonido hip-hop, "Tenemos algunas cosas que son hip-hop inclinadas, y nosotros Tengo algunas cosas que son más pop / rock inclinado". En diciembre, se anunció que las canciones producidas por Alex da Kid no estarían en el álbum, pero Lavigne dijo, "vamos a hacer algo con esas cosas, no estoy segura de qué todavía".
El lanzamiento del álbum fue retrasado numerosas veces. Originalmente, iba a ser lanzado el 17 de noviembre de 2009. Luego, en enero de 2010, Lavigne declaró que la tapa del disco había sido fotografiada y que el primer sencillo sería publicado en abril, seguido por el álbum en junio. En mayo, Lavigne dijo que consideraba el disco demasiado serio y que volvería al estudio para equilibrarlo. «Con un disco, no quiero apurarme... Tengo un álbum muy serio, así que necesito poner un par de canciones divertidas».
En agosto de 2010, Lavigne volvió a los Henson Recording Studios con el productor Alex Da Kid. Durante estas sesiones, Lavigne contrajo faringitis estreptocócica. A pesar de la advertencia de su doctor, Lavigne siguió grabando; «no tenía permitido cantar por las últimas cuarenta y ocho horas porque podría ocasionar daño permanente a las cuerdas vocales. Mi doctor me dijo que no lo haga, pero hoy canté». Ella reveló que estaba probando «cosas nuevas» y que estaba «explorando». También añadió que tenía suficiente material como para dos discos.
En octubre de 2010, Lavigne apareció en la tapa de la revista Maxim para la edición de noviembre. En la entrevista, reveló que había terminado con Goodbye Lullaby luego de dos años y medio de trabajo. Sin embargo, en noviembre, Lavigne anunció en un mensaje en su Facebook oficial que el álbum había estado terminado por un año, citando a su compañía discográfica como la responsable de los retrasos del álbum.
Lavigne estrenó el primer sencillo en el programa de año nuevo Dick Clark's New Year's Rockin' Eve el 31 de diciembre durante un segmento pregrabado, en el cual también cantó su hit Girlfriend. Al otro día, «What the Hell» estuvo disponible como descarga gratuita durante 48 horas en el Facebook oficial de Lavigne.

## Composición
Lavigne dijo que el álbum se trataba de «la vida»; «es tan fácil para mí hacer una canción pop, pero sentarme y escribir honestamente sobre algo muy cercano a mí, algo por lo que he pasado, es totalmente diferente». Con la excepción del primer sencillo, Lavigne describe las canciones como diferentes de su material anterior, «he crecido y eso se refleja en mi música, no es pop rock y es más melódico y profundo». Ella dijo: «[Para] este disco realmente quería cantar... Sólo quiero silencio a mi alrededor, y tocar estas canciones acústicas y entregarme». En noviembre de 2010, el productor británico Alex da Kid, quien trabajó con Lavigne en agosto de 2010, declaró que algunas canciones en el álbum tendrían un sonido de hip-hop; «Tenemos material con influencias de hip-hop, y tenemos algunas cosas que son más pop/rock». En diciembre de 2010, se anunció que las canciones producidas por Alex da Kid no estarían en el álbum, pero Lavigne declaró, con respecto a las canciones: «Vamos a hacer algo con ese material, todavía no estoy segura de que».
Las grabaciones empezaron con pocos instrumentos, generalmente con Lavigne cantando con una guitarra acústica, luego otros instrumentos fueron añadidos. La cantante describió el proceso como: «Es muy despojado. Me encanta interpretar de esa forma, así que sentí que era tiempo de hacer un disco así. Que todo se centre en la voz, en la actuación y en los sentimientos». Debido a que tiene un estudio en su casa, fue capaz de grabar y componer en su tiempo libre. Ella utilizó un piano para componer la mayoría de las canciones. «El piano es un instrumento más emotivo. Despierta diferentes emociones en mí y me mueve de una forma distinta que la guitarra». En julio de 2009, nueve pistas habían sido grabadas, incluyendo «Fine», «Everybody Hurts» y «Darlin»; muchas de ellas escritas en la adolescencia de Lavigne. «Darlin» fue compuesta cuando Lavigne tenía 15 años y vivía en Ontario, Canadá. Ella declaró que el álbum sería diferente de su material anterior; «en mis otros discos, las canciones están desparramadas. Este es mi álbum más consistente».
La lista de canciones oficial del álbum fue revelado el 21 de diciembre de 2010, luego de que algunas canciones fuera confirmadas a principios de mes. También fue anunciado que dos de las canciones en el disco, «4 Real» y «Goodbye» fueron escritas y producidas únicamente por Lavigne. Las demás pistas fueron escritas por Lavigne y coescritos por Evan Taubenfeld, Butch Walker y Max Martin. También declaró que su voz era el instrumento más importante en el álbum; «generalmente, la voz principal queda enterrada y no siempre puedes oír la calidad, el carácter, o la emoción en cierto punto. Quería que mi voz fuera el instrumento principal».
El álbum se estrena con la introducción "Black Star", que dura 1 minuto y 34 segundos, y fue descrito por Rolling Stone como "una canción de cuna etérea que se vuelve épica con tintineo, pianos de Coldplay y cuerdas altísimas". Pista y primer sencillo del álbum "What the Hell", fue descrito por Lavigne como "un amplio mensaje sobre la libertad personal",  llamándolo su "pista más pop en el registro", la canción menos personal del álbum y la canción que recuerda más de su trabajo anterior. En "Push", ella le dice con fuerza a un chico que deje de quejarse de lo difícil que puede ser hacer que una relación funcione, mientras que la balada de poder "Wish You Were Here" muestra el lado vulnerable de Lavigne, De acuerdo con Mikael Wood de Spin, "habla de su reciente divorcio de Deryck Whibley". La otra melodía optimista, "Smile", encuentra a Lavigne refiriéndose a sí misma como una "perra loca" y expresando su gratitud por personas especiales en su vida. La sexta canción "Stop Standing There", escrita solo por ella misma, ha sido descrita como una "sensación de grupo de chicas de principios de los años 50", mientras que líricamente encuentra a Lavigne implorando a un pretendiente vacilante que confiese su afecto.
La séptima canción "I Love You" recuerda con cariño cómo Avril le encantaba emborracharse con su ex, entre otras cosas, mientras que "Everybody Hurts" se pregunta por qué las cosas salieron como están y anhela una segunda oportunidad. Para Andy Greenwald, de Entertainment Weekly, "Not Enough" es una pista confesional cruda, mientras que "4 Real", escrito y producido por ella misma, se refiere a la autenticidad de un amante, con Lavigne insistiendo en que su pareja sea "Porque todo se siente bien." La guitarra acústica y el piano, así como una orquesta se utilizan en "Darlin", "Remember When" y "Goodbye". "Darlin" fue escrito cuando Lavigne tenía 14 años, ella confiesa: "Siempre que escucho 'Darlin', pienso en la habitación de la familia en la que la escribí y la interpreté para mi mamá", dice. "Así que es realmente especial para mí tenerlo en el álbum". En "Remember When" se da cuenta de que la ruptura de lo que se supone es un vínculo eterno tiene graves consecuencias emocionales, ya que capta el dolor de la soledad después del divorcio. La pista final "Goodbye" habla de encontrar la fuerza para cerrar un capítulo de su vida y pasar al siguiente. Lavigne declaró que era la canción más personal que había escrito y que fue la inspiración para el título del álbum. La canción oculta "Alice" fue creada para la película de Tim Burton, Alice in Wonderland, que fue incluida en el álbum de compilación Almost Alice. La versión del álbum difiere líricamente de la banda sonora.

## Portada y estética
La portada del álbum fue fotografiada por Mark Liddell quien también realizó algunas de las fotografías utilizadas para el álbum. La portada muestra a Lavigne utilizando un largo vestido de color blanco y se encuentra sentada sobre un piano elegante Yamaha cubierto por hojas secas. Lavigne sostiene algunas hojas con las manos mientras mira a la cámara. En la parte superior izquierda, se aprecia el nombre de la cantante y el nombre del álbum en verde con una tipografía estilo typewriter. Se realizaron tres versiones para la portada; para la versión estándar del álbum se utilizó un fondo verdoso con algunas flores sobrepuestas del mismo color, para la versión deluxe, se sustituyó por un fondo marrón cambiando la posición de las flores sobrepuestas, finalmente para la versión especial se utilizó un fondo azulado.
El álbum muestra una estética mucho más oscura y gótica en comparación de su álbum anterior «The Best Damn Thing»

## Recepción comercial
El álbum debutó en la cuarta posición del Billboard 200, vendiendo 87.000 copias esa semana. Según Nielsen Soundscan, hasta abril de 2013, Goodbye Lullaby vendió 363 000 copias en los Estados Unidos, siendo el álbum menos vendido de la cantante.
El 10 de marzo de 2011, Goodbye Lullaby debutó en el número 2 de la Japanese Oricon Albums Chart vendiendo 135 410 copias esa semana y posteriormente siendo certificado con disco de platino en Japón. El álbum se convirtió en el decimotercero más vendido del año en dicho país, con 368 483 copias solo en 2011. También fue la segunda artista extranjera en ventas, después de Lady Gaga con su álbum Born This Way. En enero de 2012 el álbum fue premiado en la 26.ª entrega de los Japan Gold Disc Awards como uno de los "mejores tres álbumes del occidente".
Goodbye Lullaby siguió su éxito en Asia, siendo uno de los álbumes más vendidos en Taiwán, donde fue número uno por 11 semanas, superando las 27 000 copias en dos meses y siendo certificado 5 veces platino. También obtuvo disco de oro en Australia, donde debutó en la primera posición de la lista de álbumes. Debutó en los primeros diez lugares de 24 países, vendiendo más de 400 000 alrededor del mundo en sus dos primeras semanas, en total, vendió más de 1.700.000 de copias.

## Promoción

### Sencillos
- «What the Hell» fue el primer sencillo del álbum, lanzado el 10 de enero de 2011. Se estrenó en el programa de año nuevo de ABC Dick Clark's New Year's Rockin' Eve. En su primera semana alcanzó la sexta posición del Hot Digital Songs con 163 000 descargas digitales, ocasionando que debutara en la posición número 13 del Billboard Hot 100 esa misma semana;[12] «What the Hell» fue el segundo mejor debut de dicha semana, solo detrás de «Hold It Against Me» de Britney Spears, que debutó en la primera posición del Hot 100.[12] En su quinta semana en la lista musical, alcanzó el puesto número 11, convirtiéndose en uno de sus sencillos mejor posicionados en los Estados Unidos.[13] También fue el octavo sencillo en la carrera de Lavigne en ubicarse entre los primeros diez de la lista estadounidense Pop Songs (canciones pop). Logró entrar en los diez primeros lugares de Canadá, Australia, Nueva Zelanda, República Checa y Japón, en este último fue uno de los sencillos más vendidos del año.[14]

- «Smile» fue el segundo sencillo de Goodbye Lullaby. Reportes indicaron que Lavigne deseaba lanzar «Push» como segundo sencillo;[15] sin embargo, «Smile» fue lanzada en mayo de 2011. El vídeo musical se estrenó el 16 de mayo. Alcanzó una certificación de platino en Australia, donde alcanzó el puesto 25 en el ARIA Singles Chart; también logró estar entre los cincuenta primeros lugares de las listas de Alemania, Austria, Japón y Nueva Zelanda. Recibió críticas positivas de AOL Music, Pop Crunch y Entertainment Weekly.[16][17][18]

- «Wish You Were Here» fue el tercer sencillo del álbum. Sin ser todavía lanzado como tal, debutó en la semana del lanzamiento de Goodbye Lullaby en el Billboard Hot 100 y Canadian Hot 100 en las posiciones 99 y 64, respectivamente. Si bien no superó la posición canadiense al ser lanzado como sencillo, en Estados Unidos ascendió al número 65 y recibió un máximo de 11 millones de impresiones de la audiencia radial en todos los formatos, según Nielsen BDS. El estreno del vídeo oficial se hizo el 8 de septiembre de 2011, obteniendo una respuesta variada por parte de los críticos; sin embargo, el vídeo superó a «What the Hell» y «Smile» en cuanto al crecimiento de reproducciones en Youtube.
- «Push» se lanzó como el cuarto sencillo Goodbye Lullaby, se publicó exclusivamente en Japón, alcanzó a posicionarse en el puesto 35 del Japan Hot 100 y recibió airplay en las radios de música contemporánea.[19]

### Sencillos promocionales y otras canciones
- «Alice» se lanzó en las radios el 27 de enero de 2010 y en iTunes el 29 del mismo mes como parte de la promoción del film de Tim Burton Alicia en el país de las maravillas y su banda sonora, siendo el primer sencillo del álbum; la pista también fue incluida en el cuarto álbum de estudio de Lavigne Goodbye Lullaby.

- «Goodbye» es la canción más sobresaliente del álbum, no es considerado como sencillo pero se grabó un video musical, dándose a conocer el 1 de marzo de 2012 a 1 semana de que el álbum cumpliera un año de promoción.

## Lista de canciones
| N.º   | Título                      | Escritor(es)                   | Productor(es)     | Duración |  |
| 1.    | «Black Star»                | Avril Lavigne                  | Deryck Whibley    | 1:34     |  |
| 2.    | «What the Hell»             | Lavigne, Max Martin, Shellback | Martin, Shellback | 3:39     |  |
| 3.    | «Push»                      | Lavigne, Taubenfeld            | Whibley           | 3:01     |  |
| 4.    | «Wish You Were Here»        | Lavigne, Max Martin, Shellback | Martin, Shellback | 3:45     |  |
| 5.    | «Smile»                     | Lavigne, Max Martin, Shellback | Martin, Shellback | 3:27     |  |
| 6.    | «Stop Standing There»       | Lavigne                        | Butch Walker      | 3:26     |  |
| 7.    | «I Love You»                | Lavigne, Max Martin, Shellback | Martin, Shellback | 3:59     |  |
| 8.    | «Everybody Hurts»           | Lavigne, Taubenfeld            | Whibley           | 3:42     |  |
| 9.    | «Not Enough»                | Lavigne, Taubenfeld            | Whibley           | 4:18     |  |
| 10.   | «4 Real»                    | Lavigne                        | Lavigne           | 3:28     |  |
| 11.   | «Darlin»                    | Lavigne                        | Whibley           | 3:50     |  |
| 12.   | «Remember When»             | Lavigne                        | Whibley           | 3:29     |  |
| 13.   | «Goodbye»                   | Lavigne                        | Lavigne           | 4:30     |  |
| 14.   | «Alice» (versión extendida) | Lavigne                        | Walker            | 5:00     |  |
| 52:11 |                             |                                |                   |          |  |

| Canciones descartadas |                                    |          |  |
| N.º                   | Título                             | Duración |  |
| 1.                    | «Won't Let You Go»                 | 3:12     |  |
| 2.                    | «Bad Reputation»                   | 2:42     |  |
| 3.                    | «Candy» (Pista Instrumental)       | 3:30     |  |
| 4.                    | «Complete Me» (Pista Instrumental) | 4:01     |  |
| 5.                    | «Gone» (Pista Instrumental)        | 4:41     |  |

| Edición de lujo |                                  |               |          |  |
| N.º             | Título                           | Productor(es) | Duración |  |
| 15.             | «What The Hell(Acoustic)»        | Shellback     | 3:40     |  |
| 16.             | «Push (Acoustic)»                | Whibley       | 2:45     |  |
| 17.             | «Wish You Were Here" (Acoustic)» | Shellback     | 3:45     |  |
| 18.             | «Bad Reputation" (Bonus Track)»  | Whibley       | 2:42     |  |

| Edición de lujo (DVD) |                                                |          |  |
| N.º                   | Título                                         | Duración |  |
| 1.                    | «Introducción»                                 |          |  |
| 2.                    | «Making of Goodbye Lullaby»                    |          |  |
| 3.                    | «Avril Lavigne en el estudio»                  |          |  |
| 4.                    | «Canciones de Goodbye Lullaby»                 |          |  |
| 5.                    | «Primer ensayo de la banda para What The Hell» |          |  |
| 6.                    | «Sesión acústica»                              |          |  |
| 7.                    | «Sesión de fotos de la portada del álbum»      |          |  |
| 67 minutos            |                                                |          |  |

| Edición Especial |                                                  |               |          |  |
| N.º              | Título                                           | Productor(es) | Duración |  |
| 15.              | «What The Hell(Acoustic)»                        | Shellback     | 3:40     |  |
| 16.              | «Push (Acoustic)»                                | Whibley       | 2:45     |  |
| 17.              | «Wish You Were Here" (Acoustic)»                 | Shellback     | 3:45     |  |
| 18.              | «Bad Reputation" (Bonus Track)»                  | Whibley       | 2:42     |  |
| 19.              | «What The Hell" (Bimbo Jones Remix)»             | Shellback     | 5:06     |  |
| 20.              | «What The Hell" (Instrumental Bonus Track)»      | Shellback     | 3:44     |  |
| 21.              | «Wish You Were Here" (Instrumental Bonus Track)» | Shellback     | 3:45     |  |

| Edición Especial (DVD)      |                                                       |          |  |
| N.º                         | Título                                                | Duración |  |
| 1.                          | «Making of Goodbye Lullaby»                           |          |  |
| 3.                          | «Smile (Presentación en vivo en 4Music)»              |          |  |
| 4.                          | «Push (Presentación en vivo en 4Music)»               |          |  |
| 5.                          | «Wish You Were Here (Presentación en vivo en 4Music)» |          |  |
| 6.                          | «Girlfriend (Presentación en vivo en 4Music)»         |          |  |
| 7.                          | «What The Hell (Video musical)»                       |          |  |
| 8.                          | «Smile (Video musical)»                               |          |  |
| 9.                          | «Wish You Were Here (Video musical)»                  |          |  |
| 10.                         | «Making of What The Hell (Escenas de Video)»          |          |  |
| 11.                         | «Making of Smile (Escenas de Video)»                  |          |  |
| 67 minutos + Bonus Material |                                                       |          |  |

## Crédito y personal
- Avril Lavigne – vocales, guitarra, piano, dirección artística, productor (10 y 13).
- Deryck Whibley – mezclador (track 14).
- Max Martin –  mezclador (tracks 2, 4, 5, 7).
- Luxor – productor y mezclador - (tracks 2, 4, 5, 7, 8, 9, 11, 12).
- Butch Walker - productor (track 14).
- Evan Taubenfeld - compositor (tracks 3, 8, 9).
- David Campbell - arreglos de orquesta (tracks 6,8,9,11,12,13).

## Posicionamiento en las listas

### Semanales
| País               | Lista                                                           | Mejor posición |
| ------------------ | --------------------------------------------------------------- | -------------- |
| Alemania           | Media Control Charts                                            | 4              |
| Australia          | ARIA Top 50 Albums Top 50 Physical Albums Top 50 Digital Albums | 1 2            |
| Austria            | Ö3 Austria Top 40                                               | 3              |
| Bélgica            | Ultratop 50 (Flanders) Ultratop 40 (Valônia)                    | 11 10          |
| Canadá             | Canadian Albums Chart                                           | 2              |
| Corea del Sur      | Gaon International Albums Chart Gaon Albums Chart               | 1 4            |
| Croacia            | IFPI Croatia                                                    | 17             |
| Dinamarca          | Hitlisten Bit                                                   | 19             |
| Escocia            | Scottish Albums Chart                                           | 9              |
| Eslovaquia         | IFPI Slovenská Republika                                        | 4              |
| España             | PROMUSICAE                                                      | 4              |
| Estados Unidos     | Top Digital Albums Billboard 200 Tastemaker Albums              | 3 4 15         |
| Finlandia          | Suomen virallinen lista                                         | 8              |
| Francia            | SNEP Telechargement-Albums                                      | 4 6            |
| Grecia             | IFPI Greece                                                     | 1              |
| Hong Kong          | IFPI Hong Kong Group                                            | 1              |
| Hungría            | Mahasz                                                          | 13             |
| Irlanda            | Irish Albums Chart                                              | 12             |
| Italia             | FIMI                                                            | 5              |
| Japón              | Japan Hot 100 Oricon Albums Chart                               | 1 2            |
| México             | AMPROFON Mexican Albums Chart                                   | 1 3            |
| Nueva Zelanda      | RIANZ                                                           | 7              |
| Noruega            | VG-lista                                                        | 16             |
| Países Bajos       | MegaCharts                                                      | 11             |
| pt-br              | Polish Music Charts                                             | 10             |
| Portugal           | Associação Fonográfica Portuguesa                               | 5              |
| República Checa    | IFPI Česká Republika                                            | 1              |
| Reino Unido        | UK Álbum Download Top 40 UK Top 40 Albums                       | 6 9            |
| Rusia              | Russian Airplay Chart                                           | 5              |
| Suecia             | Sverigetopplistan                                               | 10             |
| Suiza              | Schweizer Hitparade                                             | 10             |
| República de China | G-Music                                                         | 1              |

## Certificaciones
| País            | Certificación | Ventas certificadas |
| --------------- | ------------- | ------------------- |
| Australia       | Oro           | 35.000+             |
| Brasil          | Platino       | 40.000+             |
| Canadá          | Platino       | 80.000+             |
| Corea del Sur   | 2x Platino    | 20.000+             |
| Estados Unidos  | Oro           | 500.000+            |
| Grecia          | Oro           | 15.000+             |
| Hong Kong       | Platino       | 15.000+             |
| Indonesia       | Platino       | 30.000+             |
| Italia          | Oro           | 30.000+             |
| México          | Oro           | 30.000+             |
| Japón           | 2x Platino    | 400.000+            |
| Reino Unido     | Plata         | 70.000+             |
| República Checa | Oro           | 6.000+              |
| Rusia           | Oro           | 5.000+              |
| Taiwán          | 5x Platino    | 50.000+             |
| Venezuela       | Oro           | 5.000+              |
|                 |               | 4.500.000+          |